# Nauru
Nauru, officielt Republikken Nauru, tidligere kendt som Pleasant Island, er en østat i Mikronesien i det sydlige Stillehav. Øen Banaba i Kiribati er Naurus nærmeste nabo og ligger 300 km mod øst. Med et areal på 21 km² er Nauru verdens mindste republik, mens befolkningstallet på 9.378 gør det til verdens næstmindste selvstændige stat efter Vatikanstaten.
De første mennesker på Nauru var mikronesere og polynesiere, mens det Det Tyske Kejserrige annekterede øen og gjorde krav på den som koloni i slutningen af det 19. århundrede. Efter første verdenskrig blev Nauru mandatområde under Folkeforbundet og administreret af New Zealand, Australien og Storbritannien. Under anden verdenskrig blev øen besat af japanske tropper, som de amerikanske styrker i første omgang lod være, men som efter det japanske kejserdømmes nederlag overgav sig til australske tropper i september 1945. Efter krigen kom Nauru igen under internationalt formynderskab, som varede, til øen blev selvstændig i 1968.
De øverste jordlag på øen er meget fosfatrige på grund af guano med flere koncentrerede forekomster umiddelbart under overfladen, hvilket har muliggjort udvinding ved afskrælning af selve overfladelaget. Imidlertid er beholdningerne i 2010'erne efterhånden så begrænsede, at udvindingen ikke er rentabel. Nauru havde i slutningen af 1960'erne og 1970'erne den højeste indkomst pr. indbygger i nogen selvstændig stat i verden. Da fosfatreserverne var udvundet, og øen stod tilbage med et voldsomt hærget miljø på grund af minedriften, faldt værdien drastisk i den fond, der var blevet oprettet for at tage hånd om øens indtægter. For at skaffe sig nye indtægter blev Nauru derpå kortvarigt skattely og centrum for hvidvaskning af penge. I perioden 2001-2008 modtog staten støtte fra den australske regering for at opretholde et stort flygtningecenter.
Præsidenten for Nauru er Baron Waqa, der står i spidsen for et 18 personer stort etkammerparlament. Landet er medlem af de Forenede Nationer, Commonwealth of Nations, Asian Bank of Development og Pacific Islands Forum. Nationen deltager i både Commonwealth Games og de Olympiske Lege.

## Etymologi
Oprindelsen til navnet "Nauru" er ukendt. Da øen blev opdaget, kaldte indbyggerne den, som de fortsat gør i dag, "Naoero". Tyskeren Paul Hambruch, som besøgte øen i maj 1909, og fra september til november 1910, gav forklaringen om at "Naoero" var et sammendrag af sætningen "A-nuau-A-A-ororo" (i dag ville det blive skrevet "A nuaw ea arourõ"), som oversættes med "jeg går til stranden". I det tyske kolonileksikon blev denne forklaring brugt. Missionæren Alois Kayser afviste imidlertid, at dette var sandsynligt (han havde boet på øen i over 30 år, og hele tiden arbejdet med sproget) fordi det nauriske ord for "strand", som et mål for et verbum om bevægelse, ville fortrænge ordet rodu "nedover (til)"; nauruerne anser stranden som øens laveste punkt. Det faktum, at "rodu" mangler i Hambruchs ordforklaring, gør, at dette er en usandsynlig tolkning af navnet "Nauru".
Øen har også haft andre navne. De britiske koloniherrer før 1888 kaldte øen for Pleasant Island eller Shank Island, og de tyske koloniherrer kaldte den Nawodo eller Onawero. Navnet "Nauru" blev senere skabt fra navnet "Naoero" for, at europæere og amerikanere skulle kunne udtale navnet rigtigt.

## Historie
Nauru blev oprindeligt beboet af mikronesere og polynesiere for mindst 3000 år siden. Der boede oprindelig tolv stammer i Nauru: Deiboe, Eamwidamit, Eamwidara, Eamwit, Eamgum, Eano, Emeo, Eoraru, Irutsi, Iruwa, Iwi og Ranibok. Alle disse er i dag repræsenteret i flaget, som har en tolvtakket stjerne. Traditionelt har nauruerne fulgt deres slægt via kvindelinjerne. Indbyggerne levede af akvakultur: De fangede yngel fra mælkefisk, kaldet ibija, akklimatiserede dem til ferskvand og lod dem vokse op i Buada-lagunen, hvor de nemt kunne fanges, hvorpå de fungerede som en pålidelig fødekilde. Af andre lokale produkter hørte kokosnødder og pandanusfrugter. Navnet "Nauru" kan stamme fra det nauruanske ord "Anáoero", der betyder "Jeg tager til stranden".
Den britiske kaptajn John Fearn, der var hvalfanger, blev den første fra Vesten, der satte sine fødder på Nauru, hvilket skete i 1798. Fearn kaldte øen Pleasant Island. Fra omkring 1830 havde nauruerne regelmæssig kontakt med europæere i form af hvalfangere og handelsmænd, der fik fyldt op af fornødenheder, særligt frisk vand, på øen. Fra samme tid begyndte desertører fra europæiske skibe at bosætte sig på Nauru. Øboerne byttede sig til alkoholisk palmevin og skydevåben. Skydevåbnene blev brugt blev blandt andet anvendt under den nauruanske stammekrig, der begyndte i 1878.
I 1888 blev øen annekteret af det Tyske Kejserrige og blev en del af deres protektorat Marshalløerne. Med tyskernes ankomst sluttede stammekrigen, og der blev indsat konger til at råde over forskellige dele af øen. Den mest kendte af disse konger var Aweida. Samme år som tyskerne overtog overherredømmet, ankom kristne missionærer fra Gilbertøerne. Tyskerne havde herredømmet over Nauru i næsten tre årtier. Robert Rasch, en tysk handelsmand, der giftede sig med en lokal kvinde, var den første leder på øen og blev udpeget i 1890.
I 1900 blev de enorme fosfatresurser opdaget af mineralsøgeren Albert Fuller Ellis. Pacific Phosphate Company begyndte at udvinde fosfatet i 1906 efter en aftale med tyskerne og eksporterede de første skibsladninger det følgende år. I 1914 blev Nauru efter udbruddet af første verdenskrig indtaget af australske tropper, og i 1919 undertegnede Australien, Storbritannien og New Zealand en aftale om udvindingen af fosfatet, idet de dannede British Phosphate Commission (BPC), der overtog rettighederne til udvindingen.
Øen blev ramt af en influenzaepidemi i 1920 med en dødelighedsrate på 18 % blandt de indfødte nauruere. I 1923 gav Folkeforbundet Australien et forvaltningsmandat over Nauru og indsatte Storbritannien og New Zealand som medforvaltere. Den 6. og den 7. december 1940 blev Nauru angrebet af de to tyske bevæbnede krydsere Komet og Orion, der sænkede fem forsyningsfartøjer i nærheden af øen. Efterfølgende bombarderede Komet fosfatudvindingsområderne, oliedepoter og ladningsbroen.
Japanske tropper besatte Nauru 25. august 1942. Japanerne byggede en landingsbane på øen, og denne blev bombarderet første gang 25. marts 1943, hvilket forhindrede fødevarer i at blive fløjet til Nauru. Japanerne deporterede 1200 nauruere til tvangsarbejde på Chuuk-atollen. Nauru, som amerikanerne ikke havde interesseret sig for og som blevet ladt tilbage for at "visne på vinstokken" af de amerikanske styrker, blev omsider befriet 13. september 1945, da kommandør Hisayaki Soeda overgav øen til den australske hær og den australske flåde. Overgivelsen blev modtaget af brigadegeneral J.R. Stevenson på vegne af generalløjtnant Vernon Sturdee, øverstbefalende for First Australian Army, om bord på krigsskibet HMAS Diamantina. Der blev derpå truffet foranstaltninger for at hente de 737 overlevende nauruere fra det japanske fangenskab på Chuuk. De vendte tilbage til Nauru på BPC-skibet Trienza i januar 1946. I 1947 blev der oprettet et nyt formynderskab for Nauru, denne gang af Forenede Nationer, der igen indsatte Australien, New Zealand og Storbritannien som formyndere.
Nauru opnåede selvstyre i 1966, og efter to års mødevirksomhed om en forfatning blev øen selvstændig i 1968 under ledelse af høvding Hammer DeRoburt, der blev den nye nations første præsident. I 1967 købte det nauruanske folk alle rettigheder fra og værdier i BPC til fosfatudvinding. I juni 1970 blev kontrollen med udvindingen overdraget til Nauru Phosphate Corporation. Indtægterne fra mindedriften gav nauruerne en af de højeste levestandarder i Stillehavsområdet. I 1989 indklagede Nauru Australien for Den Internationale Domstol i Haag for deres ledelse af Nauru, i særdeleshed Australiens manglende evne til at råde bod på de miljømæssige skader, der var opstået som følge af fosfatudvindingen. Sagen med titlen Certain Phosphate Lands: Nauru v. Australia endte med en aftale uden om retten om at genetablere de ødelagte mineområder i Nauru.

## Politik og retsforhold
Nauru er en parlamentarisk-demokratisk republik. Præsidenten er både statsoverhoved og regeringschef. Der vælges atten medlemmer til et parlament med et kammer hvert tredje år. Parlamentet vælger præsidenten blandt sine medlemmer, og præsidenten udpeger en regering bestående af fem til seks medlemmer. Nauru har ikke nogen formel struktur med politiske partier, og parlamentkandidaterne stiller typisk op som uafhængige; femten af de atten nuværende medlemmer er således uafhængige. Der er fire partier, der har været aktive i nauruansk politik: Nauru-partiet, Naoero Amo ("Nauru først"), Naurus Demokratiske Parti og Centerpartiet. De spiller dog ikke så store roller, og alliancer i parlamentet indgås oftere ud fra familiemæssige bånd end ud fra partitilhørsforhold.
I perioden 1992-1999 havde Nauru et lokalstyresystem kaldet Nauru Island Council (NIC). Dette ni mand store råd havde til opgave at sikre lokal service. NIC blev imidlertid opløst i 1999, hvorpå alle rådets opgaver og midler overgik til det nationale parlament. Jordbesiddelse i Nauru har en usædvanlig form: Alle nauruere har nogen ret til al landets jord, som ejes af enkeltpersoner eller familiegrupper. Regeringen og virksomheder ejer ingen jord, og de er nødt til at indgå en lejeaftale med jordbesidderne for at få mulighed for at bruge jord. Personer uden for Nauru kan ikke eje jord i landet.
Nauru havde sytten regeringsskift i perioden 1989-2003. Bernard Dowiyogo døde som siddende præsident i 2003, hvorpå Ludwig Scotty overtog embedet. I oktober 2004 blev han genvalgt som præsident for en hel periode. Efter en mistillidsafstemning blev Scotty afsat 19. december 2007 og erstattet af Marcus Stephen. Denne trak sig tilbage i november 2011, hvorefter Frederick Pitcher blev præsident. Han holdt dog kun fem dage i embedet, inden Sprent Dabwido via et mistillidsvotum til Pitcher overtog posten. Dabwido stillede ikke op ved valget i 2013, og i stedet blev Baron Waqa valgt til præsident.
Nauru har et komplekst retssystem. Højesteret under ledelse af en statsdommer har fuld beslutningsret over forfatningsmæssige forhold. Andre retssager kan appelleres til Appelretten bestående af to dommere. Parlamentet kan ikke omgøre domstolsafgørelser, men Appelrettens afgørelser kan appelleres til Australiens højesteret. I praksis sker dette dog kun meget sjældent. De lavere domstole består af en distriktsdomstol og en familiedomstol, der begge ledes af en residensdommer, som også er registrator for højesteret. Der findes to andre halv-domstole: Høringsrådet for offentlig tjeneste og høringsrådet for politiet, som begge ledes af en statsdommer.
Den officielle præsidentbolig var frem til 2001 Bush Lodge i Aiwo, men denne blev brændt ned under demonstrationer mod den daværende præsident René Harris og hans finans- og flygtningepolitik.

### Administrativ opdeling
Nauru er opdelt i fjorten administrative distrikter, som er fordelt på otte valgområder.
| Nr. | Distrikt   | Tidligere navn | Størrelse (ha) | Indbyggertal (2005) | Antal landsbyer |
| --- | ---------- | -------------- | -------------- | ------------------- | --------------- |
| 1   | Aiwo       | Aiue           | 100            | 1,092               | 8               |
| 2   | Anabar     | Anabar         | 143            | 502                 | 15              |
| 3   | Anetan     | Añetañ         | 100            | 516                 | 12              |
| 4   | Anibare    | Anybody        | 314            | 160                 | 17              |
| 5   | Baiti      | Beidi          | 123            | 572                 | 15              |
| 6   | Boe        | Boi            | 66             | 795                 | 4               |
| 7   | Buada      | Buada          | 266            | 716                 | 14              |
| 8   | Denigomodu | Denikomotu     | 118            | 2,827               | 17              |
| 9   | Ewa        | Eoa            | 117            | 318                 | 12              |
| 10  | Ijuw       | Ijub           | 112            | 303                 | 13              |
| 11  | Meneng     | Meneñ          | 288            | 1,830               | 18              |
| 12  | Nibok      | Ennibeck       | 136            | 432                 | 11              |
| 13  | Uaboe      | Ueboi          | 97             | 335                 | 6               |
| 14  | Yaren      | Moqua          | 150            | 820                 | 7               |
|     | Nauru      | Naoero         | 2,130          | 11,218              | 169             |

### Udenrigsrelationer
Efter selvstændigheden i 1968 kom Nauru med i Commonwealth of Nations som ekstraordinært medlem; landet blev fuldgyldigt medlem i 2000. Landet blev optaget i Asian Development Bank i 1991 og i Forenede Nationer i 1999. Nauru er desuden medlem af Pacific Islands Forum, South Pacific Regional Development Programme, South Pacific Commission og Secretariat of the Pacific Community. Det amerikanske Atmosphere Radiation Measurement-program driver et klimaovervågningsanlæg i landet.
Nauru har ingen bevæbnede militære styrker, men opretholder en lille politistyrke under civil kontrol. Australien har ansvaret for forsvaret af Nauru ifølge en uformel aftale mellem de to nationer. Ifølge et memorandum fra september 2005 mellem Australien og Nauru yder Australien forskellige former for assistance til Nauru, herunder økonomisk bistand og teknisk assistance, blandt andet en fuldmægtig inden til finansministeriet til at bistå med statsbudgettet samt rådgivere inden for sundhed og uddannelse. Denne støtte ydes til gengæld for, at Nauru stiller et asylcenter til rådighed, hvor asylsøgende til Australien kan opholde sig, mens deres ansøgning behandles. Nauru anvender australske dollar som officiel møntenhed.
Nauru har udnyttet sit medlemskab af FN til at opnå økonomisk støtte fra både Taiwan og fastlands-Kina ved at ændre sin støtte fra den ene til den anden af disse i et-Kina-politikken. Den 21. juli 2002 underskrev Nauru en aftale om at oprette diplomatiske forbindelser med fastlands-Kina og modtog derved et støttebeløb på $130 millioner fra fastlands-Kina. Som svar herpå afbrød Taiwan sine diplomatiske forbindelser med Nauru to dage senere. Nauru genetablerede forbindelsen med Taiwan 14. maj 2005, hvorpå de diplomatiske forbindelser til fastlands-Kina officielt blev afbrudt 31. maj samme år. Kina har dog fortsat en ambassade i landet.
I 2008 anerkendte Nauru Kosovo som en selvstændig nation, og i 2009 blev landet det fjerde efter Rusland, Nicaragua og Venezuela, der anerkendte Abkhasien, den udbryderrepublik fra Georgien. Det rapporteres, at Rusland gav Nauru $50 millioner i humanitær støtte som anerkendelse af denne handling. Den 15. juli 2008 bekendtgjorde den nauruanske regering planer om en renovering af havnen, som var finansieret med udviklingsbistand fra Rusland på $9 millioner. Naurus regering hævder imidlertid, at dette bistandsbeløb ikke har nogen forbindelse til landets anerkendelse af Abkhasien og Sydossetien.
En betydelig del af Naurus indtægter er kommet i form af bistand fra Australien. I 2001 havde MV Tampa, et norsk skib, reddet 438 flygtninge fra en kæntret 20 m lang båd og søgte om tilladelse til at lægge til australsk havn, men blev omdirigeret til Nauru som resultat af Pacific Solution-programmet. Nauru drev derpå et asylcenter for disse flygtninge mod at få bistand fra Australien. I november 2005 var der blot to af disse flygtninge tilbage i asylcenteret, og den sidste flyttede derfra i starten af 2007. Den australske regering sendte nye grupper af asylansøgere til Nauru sent i 2006 og tidligt i 2007. Flygtningecentret har været lukket siden 2008 trods ønsker fra tid til anden om at genåbne det.

## Geografi og natur
Nauru ligger i Stillehavet på 0°32’ sydlig breddegrad og 166°55’ østlig længdegrad. Øen er ovalformet med et areal på 21 km² og ligger 42 km syd for ækvator. Den er omgivet af et koralrev, der kommer til syne ved lavvande i form af små hvide toppe. Tilstedeværelsen af dette rev har forhindret etableringen af en egentlig havn, selv om kanaler i revet tillader mindre både adgang til øen. En frugtbar kyststribe på 150-300 m ligger hele øen rundt ud til kysten.
Koralklinter omgiver Naurus centrale plateau. Det højeste punkt på plateauet, der hedder Command Ridge, er 71 m over havet. På det frugtbare areal langs kysten trives kokospalmerne, og i et lille område omkring Buada-lagunen dyrkes der bananer, ananas, grønsager, pandanustræer samt vildtvoksende hårde træsorter som borneomahogni (Calophyllum inophyllum).
Nauru var en af tre store fosforitøer i Stillehavet (de andre var Banaba i Kiribati og Makatea i Fransk Polynesien). Fosfatbeholdningerne på Nauru er nu stort set tømt. Udvindingen af fosfatet på det centrale plateau har efterladt et goldt landskab bestående af forrevne toppe af kalksten op til 15 m høje. Minedriften har ødelagt omkring 80 % af Naurus landareal og har også påvirket den omkringliggende eksklusive økonomiske zone; 40 % af livet i havet i denne zone menes at være blevet dræbt af udledt silt og fosfat fra øen. Øen rejser sig brat fra oceanet, hvilket viser sig ved, at en kilometer ude fra øen er havdybden på 1000 meter. Naurus maritime krav er 200 nautiske mil eksklusiv fiskezone, og 12 nautiske mil territorialfarvand.
Der er begrænsede ferskvandsressourcer på Nauru. Der opsamles regnvand på hustagene, men nauruerne er meget afhængige af tre afsaltningsanlæg, der hører under Naurus forsyningsenhed. Naurus klima er varmt og meget fugtigt året rundt på grund af øens beliggenhed tæt på ækvator og på havet. Nauru rammes af monsunstorme i perioden november til februar, men skånes normalt for cykloner. Den årlige nedbørsmængde er meget varierende og påvirkes af El Niño, og der er registreret flere voldsomme tørkeperioder. Temperaturen på øen ligger mellem 26 °C og 35 °C om dagen og mellem 22 °C og 34 °C om natten.
Som andre øer er Nauru følsom over for ændringer i klima og vandstand i havet. Nauru er det syvendemest truede land i verden af den global opvarmning på grund af risikoen for oversvømmelse. Mindst 80 % af øens areal ligger rimeligt højt over den nuværende havoverflade, men dette areal er ubeboeligt, indtil gendannelsen af landet efter fosfatudvindingen er gennemført.

### Klima
| Vejr for Yaren Distrikt, Nauru          | Vejr for Yaren Distrikt, Nauru | Vejr for Yaren Distrikt, Nauru | Vejr for Yaren Distrikt, Nauru | Vejr for Yaren Distrikt, Nauru | Vejr for Yaren Distrikt, Nauru | Vejr for Yaren Distrikt, Nauru | Vejr for Yaren Distrikt, Nauru | Vejr for Yaren Distrikt, Nauru | Vejr for Yaren Distrikt, Nauru | Vejr for Yaren Distrikt, Nauru | Vejr for Yaren Distrikt, Nauru | Vejr for Yaren Distrikt, Nauru | Vejr for Yaren Distrikt, Nauru |
|                                         | Jan                            | Feb                            | Mar                            | Apr                            | Maj                            | Jun                            | Jul                            | Aug                            | Sep                            | Okt                            | Nov                            | Dec                            | År                             |
| --------------------------------------- | ------------------------------ | ------------------------------ | ------------------------------ | ------------------------------ | ------------------------------ | ------------------------------ | ------------------------------ | ------------------------------ | ------------------------------ | ------------------------------ | ------------------------------ | ------------------------------ | ------------------------------ |
| Gennemsnitlig maks °C                   | 30                             | 30                             | 30                             | 30                             | 30                             | 30                             | 30                             | 30                             | 30                             | 31                             | 31                             | 31                             | 30                             |
| Gennemsnitlig °C                        | 27                             | 27                             | 27                             | 27                             | 27                             | 27                             | 27                             | 27                             | 27                             | 28                             | 28                             | 27                             | 27                             |
| Gennemsnitlig min °C                    | 25                             | 25                             | 25                             | 25                             | 25                             | 25                             | 25                             | 25                             | 25                             | 25                             | 25                             | 25                             | 25                             |
| Gennemsnitlig nedbør mm                 | 280                            | 250                            | 190                            | 190                            | 120                            | 110                            | 150                            | 130                            | 120                            | 100                            | 120                            | 280                            | 2.080                          |
| Kilde (2012-06-30): www.weatherbase.com |                                |                                |                                |                                |                                |                                |                                |                                |                                |                                |                                |                                |                                |

### Plante- og dyreliv
Der findes kun omkring 60 naturligt hjemmehørende karplanter på øen, af hvilke ingen er endemiske. Dyrkning af kokosnødder, minedriften og indførelsen af planter udefra har skabt alvorlig forstyrrelse i den naturlige vegetation. Der findes ingen naturligt hjemmehørende landpattedyr, men der findes naturligt forekommende insekter, landkrabber og fugle, heriblandt den endemiske naururørsanger (Acrocephalus rehsei). Den polynesiske rotte, katte, hunde, grise og høns er ankommet til Nauru med skibe.
Øen har en bred vandkant, som ved lavvand er næsten fuldstændig tør, hvor diverse sødyr og krabber lever, og koraler vokser. Mod land går et bælte med snehvid koralsand. Her vokser kokospalmer, tynd skov og pandangbuske. Dette perifere landskab er blevet vældig ændret af mennesker. Rundt her går øens asfalterede veje, og bygningerne er opført i denne zone.
Omkring kysten lever mange bløddyr. Man finder helioporaria-koraller med et lyst koboltblåt kalkskelet. Dette er det eneste eksemplar i octocorallia-grenen af koraller. Helioporaria-korallerne har et lille udbredelsesområde, idet de kun findes ved ækvator og aldrig i vand med temperatur under 23 °C.

### Geologi
Det mest spektakulære på øen er bemærkelsesværdige takker og pyramider formet af fosfatudvindingen. De er fire til ti meter høje, og mellem dem har labyrinter af huller formet sig.
Resten af øen er næsten som et ørkenlandskab; fosfatet blev kørt væk med en smalsporet jernbane, mens kun det døde måneagtige landskab blev tilbage. Der er ikke nogen jord på de stentakker, som blev tilbage, og der er ikke nogen vegetation der. Regnvand samles i hullerne, men trækker ned i den porøse stengrund.
Geografer, geomorfologer og geologer har undersøgt naturen på Nauru og fundet ud af, at atollen har eksisteret vældig længe. Det cirkelformede koralrev fra kænozoikumperioden er blevet bevaret helt til i dag. I palæogenperioden befandt det, som i dag er Buada-lagunen, sig 60 m under dagens havniveau. I mesozoikumperioden blev den hævet kraftigt, så den da lå cirka 10 meter under dagens havniveau. Efterhånden blev der dannet en lagune, som er meget lille i forhold til de laguner, man finder på andre atoller, og hullerne mellem stentakker og andre huller blev fyldt op med guano, som langsomt blev omdannet til fosfater.

## Økonomi
Naurus økonomi toppede i begyndelsen af 1980'erne, hvor nationen var næsten totalt afhængig af sine fosfatforekomster, der stammer fra guano, havfuglenes ekskrementer. Der findes kun få andre ressourcer, og de fleste nødvendigheder må importeres. Der udvindes stadig fosfat, men kun i det små, af RONPhos, tidligere kendt som Nauru Phosphate Corporation. Regeringen placerer en del af RONPhos' indtjening i Nauru Phosphate Royalties Trust, som varetager fremtidsrettede investeringer, som var beregnet på at sikre beboerne, efter at fosfatbeholdningerne var endelig udtømt. Imidlertid er den værdien af trustens investeringer på grund af uduelig ledelse faldet betragteligt. Blandt de fejlslagne investeringer var Leonardo the Musical, der i London i 1993 blev en dundrende fiasko. Mercure Hotel i Sydney og Nauru House i Melbourne blev solgt i 2004 for at indfri gæld, og Air Naurus eneste Boeing 737 blev leveret tilbage igen i december 2005. Fast rutefart blev genskabt i juni 2006, hvor flyet blev erstattet af en Boeing 737-300, der blev medfinansieret af den taiwanesiske regering. I 2005 solgte organisationen sin jordaktiv i Melbourne, den ubebyggede Savoy Tavern-grund, for $7,5 millioner.
Trustens værdier estimeres til at være faldet fra A$1,3 milliarder i 1991 til $138 millioner i 2002. Nauru mangler nu midler til at gennemføre flere af regeringens funktioner. Således er Naurus Nationalbank insolvent. CIA World Factbook estimerede i 2005 en BNI pr. indbygger på $5.000. Asia Development Bank estimerede i 2007 den samme størrelse til et sted mellem $2.400 og $2.715. Siden er økonomien dog igen stigende, så BNI pr. indbygger i 2011 ifølge Asia Development Bank var på cirka $7.000.
Personskat findes ikke på Nauru. Arbejdsløsheden er stor med 36,3 % i 2010, og af de, der er i arbejde, var i begyndelsen af 2000'erne 95 % ansat under regeringen. Asian Development Bank har gennem flere år i deres rapporter efterlyst, at der oprettes jobs, der ikke er forbundet til regeringen. Banken har noteret, at der er stærk opbakning til at gennemføre økonomiske reformer, men at der på mellemlang sigt må regnes med fortsat afhængighed af midler tilført udefra. Turisme yder ikke noget særligt bidrag til økonomien.
Indtil 2001 var lægetjenester gratis; ingen skatter eller tjenester måtte betales. Dette var på grund af, at det meste af indtægterne fra fosfatudvindingen gik direkte til den nauriske befolkning. Derfor levede folket ofte frit og uden daglige rutiner. Et populært fritidsfordriv var at fange og drive opdræt af fregatfugle. I gennemsnit ejede hver nauruer 2-3 biler (med kun 29 km asfalterede veje), og en motorbåd. Mange nauruere plejede at flyve regelmæssigt til Australien for at nyde de nyeste og bedste forbrugsvarer. Overdreven livsnydelse og generelt set usund levestil førte til, at næsten halvdelen af nauruere i dag er overvægtige eller har sukkersyge.
Med mindskningen af rigdom blev der også mindre gratistjenester. Lægetjenester, for eksempel, blev beskattede, fordi regeringen ikke havde råd til at drive det gratis længere.

### Jordbrug
Jordbrug på øen er meget begrænset, fordi jorden er så porøs, og det er varierende, hvor megen nedbør, som falder. I kystzonen dyrkes nogle kokospalmer, bananer og enkelte grøntsager. Jordbrug og fiskeri er imidlertid af underordnet betydning. Man prøver nu at omstille landarealer, hvor der har været fosfatdrift, således, at der kan blive større arealer til jordbrug. Omkring 20 % af indbyggerne har små havelodder, hvor de selv dyrker grøntsager.
Den næsten eneste fremtidige næringsgren for Nauru er fiskeriindustrien.

### Industri og minedrift
Industrisektoren har en mindre rolle. Den eneste større sysselsætning er indenfor den nationale fosfatindustri. Selv om det er næsten slut på fosfatet på øen, sysselsætter fosfatindustrien halvdelen af de arbejdende på øen. Nauru havde verdens største koncentration af fosfat, på grund af en kemisk proces i guano (fugleekskrementer). Omkring 75 % af landets BNP kom fra eksporten af dette råmateriale. Siden 2000 har der været meget ringe fosfatdrift.
De, som er ansatte i de tidligere fosfatminer, er næsten udelukkende immigranter fra Kiribati, Tuvalu, Filippinerne, Hongkong, Australien og New Zealand. Immigrantarbejderne og deres familier udgør næsten 40 % af øens indbyggere.

### Tjenesteydende næringer
Tjenestesektoren er ganske vigtig i Nauru, og sysselsætter 35 % af befolkningen. De vigtigste arbejdsgivere i denne næringsgren er Nauru Phosphate Royalties Trust, samt det nationale skibsfirma Nauru Pacific Line og det nationale flyselskab Our Airline, som nogen gange må stoppe sine tjenester helt, fordi der ikke har råd til brændsel eller reparationer. Både Nauru Pacific Line og Our Airline bliver finansierede så godt som muligt af staten.

### Offentlige investeringer
Fordi den kroniske mangel på ferskvand er et problem, byggede regeringen en gang et vanddestillationsværk. Regeringen har flere gange prøvet at sikre den høje levestandard også uden at bruge fosfatressourcerne. Til dette formål oprettede man et fond, som blandt andet bedriver ejendoms- og aktieinvesteringer i Naurus nabolande i Stillehavet, samt lande som USA og Australien. Et eksempel på dette er Nauru House i Melbourne, som lokalt bliver kaldt "fugleskidtårnet".
Det har også været et forsøg på at gøre Nauru til et skatteparadis for udenlandske selskaber. I 1990'erne blev Nauru et skatteparadis og udstedte pas til udlændinge mod en afgift. Financial Action Task Force on Money Laundering (FATF), en inter-regeringsorganisation til bekæmpelse af hvidvaskning af penge, udpegede Nauru blandt 15 lande, der ikke ville samarbejde i denne kamp. I 1990'erne var det muligt at oprette en bank med licens i Nauru for blot $25.000 og uden krav i øvrigt. Efter pres fra FATF ændrede Nauru i 2003 sin lovgivning på dette område, hvorpå udenlandske lyssky midler forsvandt fra landet. Efter at have konstateret den positive effekt af den nye politik på området fjernede FATF i oktober 2005 Nauru fra sin sortliste.
I perioden 2001-2007 var asylcenteret på Nauru en betydelig indtægt for landet. De nauruanske autoriteter reagerede med bekymring på Australiens lukning af centeret. I februar 2008 udtalte udenrigsminister Kieren Keke, at lukningen resulterede i, at omkring 100 nauruere mistede deres arbejde, og at det ville påvirke 10 % af landets befolkning, direkte eller indirekte: "Vi har et stort antal familier, som pludselig står uden indkomst. Vi prøver at finde en måde, hvorpå vi kan yde understøttelse, men vore muligheder herfor er ret begrænsede. Vi har bogstavelig talt en stor arbejdsløshedskrise foran os".
På grund af store fejlinvesteringer og korrupte embedsmænd mistede staten næsten hele sin rigdom, og det høje forbrug sank. Staten finansierede for eksempel en musical i London, men denne var ingen succes og blev taget af programmet lige efter premieren. Nauru prøver at overbevise kreditorerne og FN om at mindske landets gæld, og håber, at salget af Nauru House i september 2004 vil kunne mindske gælden til den største kreditor, General Electric.
Al øens strøm kommer fra kraftværket i Aiwo, men der er ofte strømafbrydelser.

### Turisme
Man kan gå rundt om hele øen på én dagstur. Der er bevaret japanske skure fra 2. verdenskrig langs kysten. Mange sådanne levn bliver nu bevarede i Nauru-museet. Ligeledes er det muligt at bese fosfatminerne på midten af øen, som har efterladt sig gold, ødelagt natur efter næsten 100 år med udvinding.
Hvis man går rundt i Chinatown i sydvest, vil man kunne finde de fleste forbrugsvarer på øen. Det er for det meste importvarer fra andre lande. Der findes ingen særlige nationale madretter. Den kinesiske madproduktion regnes for at være kvalitetsmæssig bedre end den nauriske.
Den bedste strand på øen findes i Anibare-bugten, nord for den eneste store hotel, Meneñ Hotel. På denne strand møder man både indbyggere og, omend få, turister. Badning er imidlertid risikabelt, da østkysten har farlige undervandsstrømme og høje bølger. Det er desuden en farlig type rød brandmand her, som kan have tentakler i op til 30 meters længde.

### Samfærdsel
Det er 41 km vej på øen. Af dem er 29 km asfaltveje, hvoraf 17 km er vejen som går rundt langs hele kysten på øen. De sidste 12 km er grusveje, som bliver brugt til og fra fosfatminerne.
En smalsporet industrijernbane på øen er 5 km lang, og bliver udelukkende brugt til transport af fosfat fra vest i Anibare, til bearbejdelsesanlægget i Aiwo.
Offentlig transport går mellem hotellerne i Aiwo og Meneng, flyvepladsen i Yaren, sygehuset i Denigomodu og Nauru College i Ewa. Udlejningsbiler er tilgængelig fra Meneñ Hotel, og man skal fremvise kørekort for at leje.
International trafik kommer enten via Nauru internationale lufthavn, eller via den internationale havn, Aiwo Harbour. Flyvetiden mellem Frankfurt am Main og Yaren (IATA-kode INU) er ca. 30 timer. Stærke strømme omkring øen fører til, at kommercielle skibe ofte må ankre op et stykke uden for.

## Demografi
Nauru havde 9.378 indbyggere i juli 2011. Befolkningstallet har tidligere været højere, men i 2006 forlod omkring 1.500 mennesker øen. Der var tale om immigrantarbejdere fra Kiribati og Tuvalu, som rejste hjem, idet der skete store nedskæringer i arbejdsstyrken inden for fosfatudvindingssektoren. Det officielle sprog i Nauru er nauruansk, som hører til de austronesiske sprog, et særligt stillehavsøsprog, som tales af 96 % af nauruerne i hjemmet. Engelsk er også udbredt på øen og bruges blandt andet i regerings- og handelsmæssige sammenhæng, idet nauruansk næsten ikke kendes uden for øen.
Den mest udbredte etniske gruppe i Nauru er nauruere, som udgør 58 % af øens befolkning. Dernæst følger folkeslag fra andre stillehavsøer (26 %), europæere (8 %) og kinesere (8 %). Den mest udbredte trosretning i Nauru er kristendom, hvoraf to tredjedele er protestanter og en tredjedel er katolikker. Af andre religioner findes bahá'i med 10 % (den største andel i nogen stat i verden), buddhisme (9 %) og islam (2,2 %). Forfatningen foreskriver religionsfrihed, men regeringen har begrænset mulighederne for mormoner og Jehovas Vidner, som mest findes i form af tilrejsende ansatte i det regeringsejede Nauru Phosphate Corporation.
Læsefærdigheden i landet er på 96 %. Skolegang er obligatorisk for børn mellem 6 og 15 år, hvorpå der tilbydes yderligere to skoleår (11. og 12. klasse). Der findes en afdeling af University of the South Pacific i landet. Før den blev opført i 1987, måtte nauruanske studerende enten læse på distance eller rejse til et universitet i et andet land.
Naurus gartnerier og begrænsede fiskeri, som praktiseres af både fiskere og fregatfugle, der er trænet til formålet, kan langt fra dække øboernes behov for levnedsmidler. Langt størstedelen af fødevarerne må derfor importeres, ofte i form af konserves, ligesom rent drikkevand bliver sejlet dertil.
Denne dåsemadskost har resulteret i stærk overvægt blandt nauruerne med 97 % af mændene og 93 % af kvinderne, der er overvægtige eller direkte fede. Nauru er som følge heraf desuden det land i verden, der har flest tilfælde af diabetes-2 (ikke-insulinkrævende diabetes) med 40 % af befolkningen. Andre ernæringsrelaterede sygdomme, der er overrepræsenteret i Nauru, er nyresvigt og hjerte-karsygdomme. Den forventede levealder i Nauru var i 2010 56 år for mænd og 65 år for kvinder.

## Kultur
Nauruerne nedstammer fra polynesiske og mikronesiske sejlere, som troede på en kvindelig guddom, Eijebong, og et åndeland, en ø ved navn Buitani. Der var oprindelig tolv stammer på øen, men to af disse er uddøde i det 20. århundrede. Landets befolkning har en årlig festdag, angamdag, til minde om de nauruere, der overlevede første og anden verdenskrig samt den store influenzaepidemi i 1920. Fortrængningen af den oprindelige kultur af kolonimagternes og nutidens vestlige kultur er slående. Kun få af de gamle skikke er bevaret, men enkelte former for traditionel musik, kunst, håndværk og fiskeri praktiseres i et vist omfang.

### Historisk kultur
På Nauru boede der tidligere tolv stammer: Deiboe, Eamwidamit, Eamwidara, Eamwit, Eamgum, Eano, Emeo, Eoraru, Irutsi, Iruwa, Iwi og Ranibok. De bliver i dag repræsenteret ved den tolv-takkede stjerne i flaget. Nauruere i dag identificerer sig imidlertid ikke med hvilken stamme, de tilhører, men hvilket distrikt de kommer fra. Iruwa er en speciel stamme, for de kom egentlig fra Gilbertøen, og er følgelig ikke ægte nauruere. Irutsi og Iwi er også specielle, for fra dem findes ingen efterkommere i dag; de døde antagelig under den japanske okkupation af Nauru, da næsten alle blev sendt til Chuuk.
Det var ingen som var høvding for hele øen, altså alle stammerne. Hver stamme havde sine egne slægtstavler. Stammerne var delt op i familier, og hver familie havde et eget våbenskjold. Stammerne fordelte sig på fire rangklasser kaldet Temonibe, Emo, Amenengame og Engame; to urangerede klasser fulgte, Itsio og Itiora. En nyfødt tilhørte altid moderens klasse. Temonibe havde rettighederne over koralrevet og dele af vandet, og mod betaling tillod de fiskeri der.
Allerede på den tid lå alle bopladserne nær kysten; kun nogen få lå ved Buada-lagunen. De boede i små gårde på to-tre huse; flere sådanne blev til landsbyer, som efterhånden blev flettede ind i hinanden. Tilsammen var der 168 landsbyer. Et antal landsbyer formede distrikter, som er de samme, som de 14 som eksisterer i dag.
Hver gård havde en del ejendomme og delvis krav på fiskeri i Buada-lagunen. Hver ejendom havde et eget navn, og dette gik i arv. Skillelinjer mellem ejendomme i personlig eje blev mærkede med rækker af sten eller jordbarrierer. I personlig eje var også værktøj samt juveler, fregatfugle, måger, hunde, grise og palmer.

### Dagens kultur
Fremvæksten af moderne, vestlig kultur på bekostning af historisk kultur er meget synlig på Nauru. Kun lidt er bevaret af gamle skikke og vaner. Det er få, som kan de gamle sange; den nauriske musik blev udbyttet med moderne musik.
Kunst- og håndværkstraditioner er næsten helt borte. I hverdagslivet er så at sige ingenting bevaret traditionelt. Indbyggerne bruger almindelige tropiske klæder: korte bukser og lette skjorter. Fiskemetoder er imidlertid en undtagelse, de er bevarede som før. Man kan stadig observere tålmodige fiskere i deres både, som venter på, at fisken skal ankomme. Fisketraditionerne bliver også bevaret af trænede fregatfugle. Dette er Naurus nationaldyr, og de bliver i dag brugt til udveksling af breve og til fiskeri.
Radio Nauru har indsamlet mange indspilninger med lokal musik, men selv de ældste forstår ikke altid indholdet i disse sange. I Nauru kan man klart se hvor hurtigt traditionerne kan miste sin værdi.
Musik og dans er blandt de mest populære kunstformer. Rytmisk sang og traditionelle vers bliver brugt specielt ved bryllup og helligdage, ved Aiue Boulevard.
Håndværkere laver klæder og tøj af geometriske former, som minder om de i den indonesiske kultur. Træet i kokospalmene bliver også brugt i kunst og håndværk.
Traditionen med at drikke kava regnes som en skik kun for mænd, men i dag kan kvinder også deltage. Nattelivet på Nauru foregår for det meste på barer og i restauranter. Den eneste biograf ligger i Aiwo.
Der er ingen aviser, der udkommer dagligt i Nauru; det eneste trykte nyhedsorgan er Mwinen Ko, der udkommer hver anden uge. Der findes en statsejet tv-station, Nauru Television (NTV), som sender programmer fra New Zealand og Australien, og en statsejet, ukommerciel radiostation, Radio Nauru, der sender programmer fra Radio Australia og BBC.

### Idræt
Australsk fodbold er Naurus nationalsport, og meget populær. I popularitet bliver den efterfulgt af vægtløftning, softball, basketball og tennis. Anden sport praktiseret i Nauru er cricket, golf, sejlads, svømning og fodbold. Regeringen støtter især vægtløftning, fordi landet har opnået gode resultater internationalt i denne sport. Australsk fotball og golf får også noget støtte. I klubben East End i Meneng spilles der billard og snooker.
Australsk fodbold har stor betydning for befolkningen på Nauru, da der ikke er så meget andet at lave i fritiden. De fleste nauruere enten spiller eller er tilskuere. Nogle nauriske hold spiller i den australske fodboldliga. Et fodboldlandshold findes, men det bliver ikke anerkendt af OFC eller FIFA endnu på grund af mangel på professionelle spillere og fodboldstadioner. Der findes en liga med otte hold for australsk fodbold i Nauru.
Det er nogle idrætspladser i Nauru. Det eneste stadion findes i Aiwo, men er gammelt, og møder ikke internationale standarder. Et større og mere moderne stadion, Meneñ stadion, er under bygning i Meneng, men bygningen er stoppet på grund af pengemangel.
De tre idrætspladser er:
- Linkbelt Oval, eller Aida Oval, i Aiwo
- Meneñ stadion i Meneng
- Denig stadion i Denigomodu

Nauru deltager i Commonwealth Games og de olympiske lege. Naurus største sportslige succes er i vægtløftning. Marcus Stephens sensationelle guldmedalje i Commonwealth Games 1990 førte til etableringen af Den nauriske OL-komite. Vægtløfter Reanna Solomon har også vundet flere medaljer i Commonwealth Games.
I 1992 deltog Marcus Stephen i OL første gang, og fra 1996 var Nauru officielt repræsenteret i OL. De første officielle udøvere var foruden Stephen hans vægtløftningskollegaer Gerard Garabwan og Quincy Detenamo.
I 1998 blev det bestemt, at VM i vægtløftning i 2001 skulle holdes i Nauru. I Nauru blev denne dag kaldt "den største dag i vort folks historie" af indbyggerne. Nauru havde kæmpet med den tyske modstander Riesa gennem forberedelserne og vandt, fordi man selv ville finansiere det meste; fejringer og medaljer og præmier. Dette var også første gang, at man skulle uddele pengepræmier til vinderne, ca. 3300 € hver. Det blev imidlertid aflyst så at sige i sidste minut, fordi man ikke havde penge nok, og Guam overtog arrangementet.
I OL i Sydney 2000 deltog Marcus Stephen for tredje og sidste gang, sammen med vægtløfter Sheba Peo. I Athen 2004 forsvarede Yukio Peters, Itte Detenamo og Reanna Solomon nationens ære.